# Musasa (periodiskt vattendrag i Burundi, Bururi)
Musasa är ett periodiskt vattendrag i Burundi.   Det ligger i provinsen Bururi, i den centrala delen av landet, 70 km sydost om huvudstaden Bujumbura.
Omgivningarna runt Musasa är huvudsakligen savann. Runt Musasa är det ganska tätbefolkat, med 166 invånare per kvadratkilometer.